# HD 4335
HD4335 — хімічно пекулярна зоря спектрального класу B9, що має видиму зоряну величину в смузі V приблизно 6,0.
Вона  розташована на відстані близько 452,4 світлових років від Сонця.

## Пекулярний хімічний вміст
Зоряна атмосфера HD4335 має підвищений вміст 
Hg
.